# 아우톨리코스
아우톨리코스(Autolicos)는 그리스 신화에 나오는 도둑질의 명수이다. 헤르메스와 키오네의 아들이며, 오디세우스를 낳은 안티클레이아의 아버지이다. 헤르메스와 아폴론은 키오네의 미모를 탐하여 관계를 가졌다고 한다. 키오네는 쌍둥이를 낳았는데, 하나는 헤르메스의 아들 아우톨리코스이고 하나는 아폴론의 아들인 필람몬이다. 외손자 오디세우스가 사용한 투구는 오르미니온 또는 에레온의 왕이라고 하는 아민토르의 무기고에서 훔친 것이고, 오이칼리아 왕 에우리토스의 암말을 훔쳤을 때는 헤라클레스가 범인으로 오인되기도 하였다.